# Estación de Liérganes
Liérganes es una estación ferroviaria situada en la localidad y municipio homónimos en la comunidad autónoma de Cantabria. Se encuentra en la línea de ancho métrico Orejo-Liérganes.
Forma parte de la red de vía estrecha operada por Renfe Operadora a través de su división comercial Renfe Cercanías AM. Está integrada dentro del núcleo de Cercanías Cantabria al pertenecer a la línea C-3 (antigua F-2 de FEVE), que une Santander con Liérganes.

## Situación ferroviaria
La estación, de carácter terminal, forma parte de las siguientes líneas férreas:
- Pk. 026,913 de la línea de ferrocarril de vía estrecha de Santander a  Solares y Liérganes.[1]
- Pk. 009,826 del ramal de vía estrecha de Orejo a Liérganes, de la línea de ferrocarril de vía estrecha que une Ferrol con Bilbao.[1]

La estación se encuentra a 83 metros de altitud. El tramo es de vía única, está electrificado a 1500 voltios CC y dispone de bloqueo automático con CTC.

## Historia
La estación fue construida por la Compañía de los Ferrocarriles de Santander a Bilbao, sucesora de la de Santander a Solares, siendo inaugurada el 10 de mayo de 1909, como parte de la prolongación del ramal desde Solares hasta Liérganes. El 1 de enero de 1914 la estación se adhirió al servicio internacional de paquetes postales, estando habilitada para recibir o expedir directamente paquetes postales en las relaciones con todos los países adscritos al mencionado servicio. El servicio se prestaba a domicilio.
En 1962 el Estado asume la explotación de las líneas del Santander-Bilbao, a través de FEVE a partir de 1965. La gestión se mantuvo en manos de FEVE hasta el año 2013, momento en el cual la explotación fue transferida a Renfe Operadora y las instalaciones a Adif.

## La estación
Las instalaciones constan de un edificio de viajeros de tres alturas, donde se disponen los equipamientos del control de accesos y venta de billetes, y dos andenes laterales unidos por el extremo sur próximo al edificio (en forma de U), que tienen una longitud de 114 metros y dan acceso a las dos vías terminales (vías 1 y 3).
La estación contaba con una placa giratoria, entre el edificio de viajeros y los andenes, para la inversión del sentido de la marcha de las locomotoras de vapor. La placa se desmanteló con la electrificación de la línea desde Santander.

## Servicios ferroviarios

### Cercanías
Forma parte de la línea C-3 (Santander - Liérganes) de Cercanías Cantabria. Ésta tiene, para los trenes que circulan hasta la estación de Liérganes, un intervalo de paso de trenes de 60 minutos de lunes a domingo, incluyendo festivos.